# Мајстор Манол
Мајстор Манол je легендарни лик румунског фолклора чији је османски прототип чувени Мимар Синан.
Мит потиче из 16. века или из доба Сулејмана Величанственог.
Занимљиво је да Мајстор Манол углавном лик у кнежевинама Влашка и Молдавија, где су средњобугарски језик или османскословенски језик трајали најдуже као клерикални и књижевни језици - све до средине 17. века, када им је употреба окончана побуном сејмена и домобрана.
Мајстор Манол је наводно архитекта и градитељ познате џамије Селимије у Едирну, као и моста Мехмед-паше Соколовића.